# Атомная энергетика Беларуси

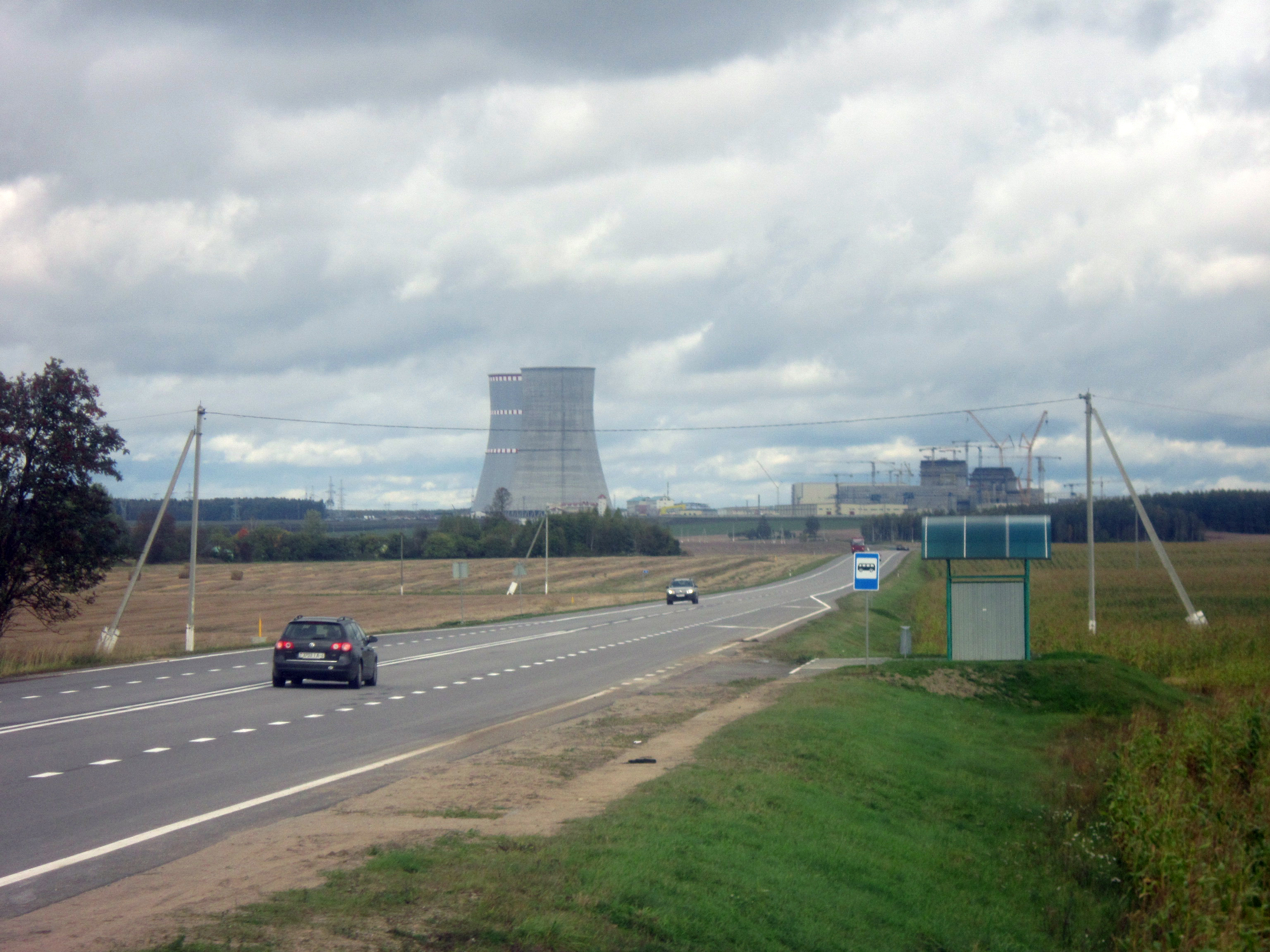
Строительство БелАЭС. Октябрь 2017 года

Атомная энергетика Беларуси — отрасль белорусской энергетики.

## История

### Советский период
Первый атомный реактор в Белорусской ССР был построен в поселке Сосны под Минском.
Проект строительства Белорусской АЭС впервые рассматривался в конце 1960-х — начале 1970-х годов. Предлагалось построить её на берегу озера Снуды в Браславском районе Витебской области или у посёлка Брожа в Бобруйском районе Могилёвской области. В 1971 году ЦК КПСС и Совет Министров СССР поддержали строительство АЭС на Снудской площадке, но в следующем году Минэнерго и Минсредмаш СССР добились переноса на более благоприятную с геологической и экономической точек зрения площадку на литовском берегу озера Дрисвяты, где построили Игналинскую АЭС.
В конце 1970-х — 1980-х годов рост потребностей в электроэнергии вновь сделал актуальным вопрос о строительстве АЭС. Рассматривались варианты её размещения в Берёзовском и Столинском районах Брестской области, Рогачёвском районе Гомельской области, Витебском, Оршанском и Чашникском районах Витебской области, но по ряду причин выбор был сделан в пользу новой площадки на берегу озера Селява в Крупском районе Минской области.
В начале 1980-х годов рассматривалось несколько проектов строительства атомных станций для теплоснабжения крупнейших городов БССР: возле Минска предлагалось построить атомную теплоэлектроцентраль, а возле Витебска, Гомеля и Могилёва — атомные станции теплоснабжения (АСТ) по проекту АСТ-500 (860 Гкал/ч). По расчётам ядерщиков, АСТ можно было размещать в непосредственной близости от крупных городов — всего в 3-5 км от их границ. К декабрю 1985 года были согласованы площадки для строительства АСТ возле Витебска, Гомеля и Могилёва. После катастрофы на Чернобыльской АЭС строительство этих объектов было отменено.
В 1983 году в Руденске, недалеко от Минска, началось строительство Минской АТЭЦ: союзные власти рекомендовали расширять именно её, а Белорусскую АЭС строить позже. В 1988 году, после катастрофы на Чернобыльской АЭС, от строительства АЭС отказались под давлением общественности. На площадке в Руденске была возведена Минская ТЭЦ-5.

### Постсоветский период
Вопрос о строительстве в Беларуси АЭС прорабатывался и в начале 1990-х годов. Национальной академией наук было определено более 70 потенциальных площадок для размещения станции. В дальнейшем многие площадки отсеялись по различным причинам. В результате, когда в 2006 году к вопросу о строительстве АЭС вернулись, было определено 4 возможных варианта размещения станции:
- Краснополянская площадка (53°34′56″ с. ш. 30°42′28″ в. д.HGЯO)[5]
- Кукшиновская площадка (54°19′45″ с. ш. 30°45′17″ в. д.HGЯO)[6]
- Верходвинская площадка (в качестве резервной).
- Островецкая площадка (также вначале рассматривалась в качестве резервной) (54°45′25″ с. ш. 26°05′34″ в. д.HGЯO)[7]

В декабре 2008 года в качестве места строительства определена Островецкая площадка.
Участвовать в строительстве, кроме России, были готовы ряд стран (Франция, США, Китай, Чехия и др.)
Белорусской стороной было сделано предложение Китаю и США поучаствовать в строительстве АЭС. Посол России в Беларуси А. Суриков озвучил следующую позицию: 

Участие американцев в строительстве АЭС я исключаю по политическим мотивам. Если к финансированию строительства АЭС подключится Китай, у меня есть сомнения, что Россия будет участвовать в реализации проекта.— 
15 марта 2011 года, в ходе визита премьер-министра России В. Путина в Минск, было объявлено о подписании соглашения о сотрудничестве в строительстве АЭС, были даны гарантии кредитования.
Предполагалось, что проект Белорусской АЭС может оказаться невыгоден России, так как Польша, Литва, Беларусь и Калининградская область имеют планы построить в ближайшие годы атомную станцию (к 2016 году российская сторона предполагала ввести в эксплуатацию Балтийскую АЭС под Калининградом (отчасти будет конкурировать в экспорте электроэнергии), но в 2013 году строительство Балтийской АЭС было приостановлено, однако позже С. Кириенко заявил, что проект будет реализован с переносом срока сдачи в эксплуатацию (на 2019 — подобные разговоры уже не ведутся); проект Висагинской АЭС также заморожен). Тем не менее, 11 октября 2011 ЗАО «Атомстройэкспорт» и ГУ «Дирекция строительства атомной электростанции» (Беларусь) подписали контрактное соглашение по сооружению энергоблоков № 1 и № 2 АЭС на Островецкой площадке в Гродненской области. При экономическом обосновании строительства АЭС ожидалось, что электропотребление в Беларуси к 2020 году значительно вырастет и достигнет 47 млрд кВт•ч, но к 2016 году этот прогноз был пересмотрен до 39,9 млрд кВт•ч, что создало потребность в дополнительных мерах по обеспечению баланса электрических мощностей (изыскивание возможностей экспорта).
3 ноября 2020 года в 12:03 первый энергоблок Белорусской АЭС впервые синхронизирован с сетью и выдал первые киловатт-часы электрической энергии в единую энергосистему Республики Беларусь.
В 2022 году власти заявили о возможности строительства второй атомной электростанции в стране совместно с Россией.